# فرانك ريستر
فرانك ريستر (من مواليد 3 يناير 1974) هو سياسي فرنسي، في عام 2018 شغل منصب وزير الثقافة في حكومة رئيس الوزراء إدوارد فيليب، وكان عضوًا في الجمعية الوطنية لفرنسا في الفترة من 2007 إلى 2018.
ريستر يعد عضو سابق في الجمهوريين، وكان يُعرف سابقًا باسم الاتحاد من أجل حركة شعبية الذي قام بتأسيس وقيادة حزب أجير حاليا.

## الحياة السياسية
في الانتخابات الأوروبية لعام 2009، كان ريستر هو مدير الحملة الوطنية لحزب نيكولاس ساركوزي UMP  وخلال حملة ساركوزي للانتخابات الرئاسية لعام 2012، شغل ريستر منصب رئيس اتصالات الحزب.
في الانتخابات التمهيدية للجمهوريين لعام 2016، أيد ريستر برونو لو مير كمرشح الحزب لمنصب رئيس فرنسا ، عندما تورط الفائز في الانتخابات التمهيدية فرانسوا فيون في قضية سياسية خلال حملته دعاه ريستر علانية للتنحي وفي نوفمبر 2017، شارك في تأسيس حزب جديد يسمي: Agir.
في 16 أكتوبر 2018 تم تعيين ريستر وزيرا للثقافة في حكومة رئيس الوزراء إدوارد فيليب. وخلال فترة وجوده في منصبه أعلن في سبتمبر 2019 عن مشروع إصلاح البث العام الذي يهدف إلى إنشاء "France Médias"، يجمع بين France Télévisions و Radio France و France Médias Monde (Radio France Internationale و France 24) والمعهد الوطني السمعي البصري (INA). كما دمج المجلس الأعلى للسمعي البصري (CSA) والهيئة العليا لتوزيع وحماية الملكية الفكرية على الإنترنت (HADOPI).
بالإضافة إلى منصبه كوزير، كان ريستر مرشحًا لمنصب عمدة كولومييه في الانتخابات البلدية الفرنسية لعام 2020، وقد فاز في الجولة الأولى بأكثر من 50% من الأصوات، لكنه أوكل دور عمدة لورانس بيكار. 

## المواقف السياسية
في يناير 2013، كان ريستر أحد نائبي UMP، جنبًا إلى جنب مع Benoist Apparu، حيث أعلن دعمه والتصويت علنًا على مشروع قانون يشرع الزواج من نفس الجنس في فرنسا الذي اقترحته حكومة رئيس الوزراء جان مارك أيرولت.
عندما فاز المخرج رومان بولانسكي بأفضل إخراج لفيلمه ضابط وجاسوس في جوائز سيزار السنوية في عام 2020، قاطع فريق التمثيل والإنتاج حفله بعد أن قال ريستر إن نجاح مخرج متهم بالعنف الجنسي سيرسل إشارة خاطئة في عصر حركة "أنا أيضًا".

## الحياة الشخصية
أعلن ريستر عن مثليته الجنسية في عام 2011، وهو أول نائب فرنسي يفعل ذلك.  
في مارس 2020، خلال جائحة فيروس التاجية كوفيد 19 كانت نتيجة التجليل إيجابية 